# Galway Girl
«Galway Girl» es una canción del cantante y compositor británico Ed Sheeran. El 17 de marzo de 2017, Sheeran anunció que la canción sería el tercer sencillo de ÷ (2017), acompañado de un vídeo lírico.

## Posicionamiento en listas
| Listas (2017)                          | Mejor posición |
| -------------------------------------- | -------------- |
| Australia (ARIA)                       | 7              |
| Austria (Ö3 Austria Top 40)            | 8              |
| Canadá (Canadian Hot 100)              | 16             |
| Dinamarca (Tracklisten)                | 2              |
| Finlandia (OFC)                        | 9              |
| Francia (SNEP)                         | 35             |
| Alemania (Media Control AG)            | 5              |
| Italia (FIMI)                          | 14             |
| Países Bajos (Mega Single Top 100)     | 6              |
| Nueva Zelanda (Recorded Music NZ)      | 3              |
| Noruega (VG-lista)                     | 6              |
| Escocia (Scottish Singles Sales Chart) | 1              |
| España (PROMUSICAE)                    | 37             |
| Suecia (Sverigetopplistan)             | 8              |
| Suiza (Schweizer Hitparade)            | 7              |
| Reino Unido (UK Singles Chart)         | 2              |
| Estados Unidos (Billboard Hot 100)     | 53             |